# The Fall of Ideals
The Fall of Ideals är det amerikanska metalcorebandet All That Remains tredje studioalbum. Det släpptes i juli 2006 på skivbolaget Prosthetic Records. Albumet gavs även ut i Japan, samt på vinyl. Skivan producerades av Adam Dutkiewicz (Killswitch Engage) och Peter Wichers (ex-Soilwork).
The Fall of Ideals är bandets enda album med trummisen Shannon Lucas (som ersatte Michael Bartlett), samt det första med nya basisten Jeanne Sagan (som ersatte Matt Deis).
Skivan innebar bandets första större framgångar, med en listplacering på plats 75 på Billboard 200. År 2023 hade albumet uppnått guldstatus med över 500 000 sålda exemplar enligt RIAA:s branschstandard.
Tre musikvideor spelades in: "This Calling", "Not Alone" och "The Air That I Breathe". 

## Låtlista
1. "This Calling" – 3:38
2. "Not Alone" – 3:30
3. "It Dwells in Me" – 3:14
4. "We Stand" – 3:47
5. "Whispers (I Hear Your)" – 3:39
6. "The Weak Willed" – 4:05
7. "Six" – 3:22
8. "Become the Catalyst" – 3:06
9. "The Air That I Breathe" – 3:34
10. "Empty Inside" – 3:22
11. "Indictment" – 3:42

## Medverkande
Musiker
- Philip Labonte – sång
- Mike Martin – gitarr
- Oli Herbert – gitarr
- Jeanne Sagan – basgitarr
- Shannon Lucas – trummor

Produktion
- Adam Dutkiewicz – producent
- Peter Wichers – producent
- Alan Douches – mastering
- Travis Smith – albumkonst